# David Loy
Pour les articles homonymes, voir Loy.
David Robert Loy (né en 1947) est un érudit américain, et un maître autorisé dans la tradition Sanbō Kyōdan du bouddhisme zen,.

## Biographie

### Jeunesse
Loy naît dans la zone du Canal de Panama. Son père étant dans la U.S. Navy, la famille se déplaça souvent. Il étudie au Carleton College, dans le Minnesota, et passe une année à étudier la philosophie au King's College de Londres. Une fois diplômé, en 1969, il s'installe à San Francisco puis à Hawaï où il commence à pratiquer le bouddhisme zen.

### Étude du zen
En 1971, il commence à pratiquer le zen avec Yamada Koun (en) et Robert Baker Aitken (en), à Hawaï.
En 1984, il s'installe à Kamakura au Japon pour continuer sa pratique du zen avec Yamada Koun Roshi, directeur du Sanbō Kyōdan.
Il acheve son étude formelle du kōan avec Yamada Koun et reçoit le nom de Tetsu-un, « nuage de sagesse ».

### Carrière
David Loy est avant tout intéressé par la recherche concernant le dialogue entre le bouddhisme et la modernité, et en particulier les implications sociales des enseignements bouddhiques. Outre sa recherche académique, il anime des ateliers et des retraites de méditation aux États-Unis et à l'étranger.
Titulaire en 1975 d'une maîtrise en études asiatiques de l'Université d'Hawaï, il devient docteur en philosophie à l'Université de Singapour en 1984.
Il est maître de conférences au Département de philosophie de l'Université de Singapour, de 1978 à 1984.
En 1990, Loy est nommé Professeur de philosophie et de religion à l'Université de Bunkyo à Chigasaki, au Japon, poste qu'il occupe jusqu'en janvier 2006, quand il accepte le poste de Besl Family Chair en éthique/religion & société à l'Université Xavier à Cincinnati, qu'il conserve jusqu'en septembre 2010.
En juin 2014, Loy reçoit un doctorat honoraire du Carleton College, où il avait commencé ses études, pour ses contributions au bouddhisme en Occident. En avril 2016, Loy rend son diplôme au Carleton College pour protester contre les investissements faits par cette institution dans des organisations productrices de combustibles fossiles.
Loy anime des ateliers, des présentations et des retraites sur divers sujets, en se focalisant avant tout sur la rencontre entre le bouddhisme et la modernité, sur ce qu'ils peuvent apprendre l'un de l'autre. Les questions sociales et écologiques le touchent tout particulièrement.

### Œuvres
Outre de nombreuses publications académiques, David Loy est l'auteur de plusieurs livres de philosophie comparée et d'éthique sociale, parmi lesquels :
- Nonduality: A Study in Comparative Philosophy (New Haven, Conn: Yale University Press, 1988). Traduit en allemand et en espagnol.
- Lack and Transcendence: The Problem of Death and Life in Psychotherapy, Existentialism, and Buddhism (Atlantic Highlands, New Jersey: Humanities Press, 1996). A reçu le prix Frederick J. Streng du livre de l'année en 1999, de la Society for Buddhist-Christian Studies.
- A Buddhist History of the West: Studies in Lack (SUNY Press, 2002).
- The Great Awakening: A Buddhist Social Theory (Boston: Wisdom Publications, 2003). Traduit en espagnol et en tchèque.
- The Dharma of Dragons and Daemons: Buddhist Themes in Modern Fantasy (Boston: Wisdom Publications, 2004). Écrit avec sa femme, Linda Goodhew.
- Money, Sex, War, Karma: Notes for a Buddhist Revolution (Wisdom Publications, 2008). Traduit en coréen, espagnol, estonien, français (sous le titre Argent, sexe, guerre, karma - notes pour une révolution bouddhiste, Kunchab Éds., Institut Yeunten Ling, 2010), japonais, néerlandais et thaï.
- Awareness Bound and Unbound: Buddhist Essays (SUNY Press, 2009).
- The World Is Made of Stories (Wisdom Publications, 2010).
- A New Buddhist Path: Enlightenment, Evolution, and Ethics in the Modern World (Wisdom Publications, 2015).
- Ecodharma: Buddhist Teachings for the Ecological Crisis (Wisdom Publications, 2019).

Il est par ailleurs membre du comité éditorial des journaux Cultural Dynamics, Worldviews, Contemporary Buddhism, Journal of Transpersonal Psychology, et World Fellowship of Buddhists Review.

### Brève présentation des œuvres
Nonduality traite de la non-dualité du sujet de l'objet dans le bouddhisme, le védanta et le taoïsme, avec des références à plusieurs penseurs occidentaux, parmi lesquels Wittgenstein et Heidegger. Selon l'argument principal du livre, ces trois systèmes orientaux peuvent être vus comme différentes tentatives de description de la même expérience, ou d'une expérience très similaire. Les catégories du bouddhisme (le non-soi, l'impermanence, la causalité, le chemin octuple) et de l'advaïta védanta (le tout-soi, le temps, la causalité en tant que maya, l'absence de chemin) sont des « images miroir » l'une de l'autre. De manière ultime, il devient difficile de distinguer un Être sans forme (Brahman) d'un non-être sans forme (Śūnyatā). Le bouddhisme peut être compris comme une description plus phénoménologique de la non-dualité, et le vedanta comme une présentation plus métaphysique.
Lack and Transcendence: The Problem of Death and Life in Psychotherapy, Existentialism, and Buddhism considère ces trois traditions ensemble en une synthèse intégrant les compréhensions de chacune quant à la vie, la mort et la mort-dans-la-vie. La négation bouddhique d'un soi substantiel implique que notre problème fondamental n'est pas la peur de la mort mais la peur du fait que nous n'existons pas vraiment. En réponse, nous devenons obsédés par des « projets de réalité » (à comparer avec les « projets d'immortalité » de Ernest Becker) qui, souvent, ne font qu'empirer les choses. Les derniers chapitres explorent les implications philosophies et psychologiques de ceci.
A Buddhist History of the West n'est pas une histoire du bouddhisme en Occident mais une perspective bouddhique sur le développement de la civilisation occidentale. L'affirmation bouddhique selon laquelle le (sens de) soi est hanté par un (sens de) manque a des implications historiques importantes, affectant la façon dont ont été compris et envisagés, par exemple, la liberté, le progrès, la science, le développement politique et le développement économique.
The Great Awakening: A Buddhist Social Theory développe les implications sociales d'enseignements bouddhiques, pour notre compréhension et notre réponse à des formes collectives de dukkha (souffrance). De nos jours, les « trois poisons », l'avidité, l'aversion et l'illusion – ont été institutionalisés. Le livre contient des discussions concernant la pauvreté, le développement économique, et le capitalisme des entreprises ; des perspectives bouddhiques sur la guerre contre le terrorisme, le système de justice criminelle américain, et la relation entre le zen et la guerre ; et des essais traitant de la technologie, de l'écologie profonde, et de notre relation avec la biosphère.
The Dharma of Dragons and Daemons: Buddhist Themes in Modern Fantasy examine la façon dont des thèmes spirituels (comme le bien et le mal, le péché et la rédemption, l'amitié, le temps, la guerre et la violence, la créativité, la signification de la vie et celle de la mort) sont traités dans certains des classiques de la littérature de fantasy contemporaine: Le Seigneur des anneaux de J. R. R. Tolkien, Momo de Michael Ende, les animes de Hayao Miyazaki, À la croisée des mondes de Philip Pullman, et le cycle de Terremer de Ursula Le Guin.
Argent, sexe, guerre, karma - notes pour une révolution bouddhiste est une série de courts essais commençant avec l'enseignement essentiel du Bouddha : le lien entre la souffrance et le sens (illusoire) du soi, dont on fait souvent l'expérience comme un sens de manque. Les essais qui suivent en discutent les implications sur la façon dont nous comprenons l'argent, la célébrité, l'alimentation, la sexualité et l'amour romantique, le consumérisme, l'écologie, la guerre, et l'engagement social.
Awareness Bound and Unbound: Buddhist Essays est une collection d'essais reliés sur le bouddhisme et des sujets relatifs, incluant le langage, la vérité et la déconstruction ; le taoïsme, le christianisme (Swedenborg, Le Nuage de l'inconnaissance) et le postmodernisme ; le karma des femmes ; la violence, le choc des civilisations et la guerre contre le terrorisme.
The World Is Made of Stories est une séquence de « micro-essais » et de citations qui présente une nouvelle manière de comprendre le bouddhisme, et une nouvelle compréhension bouddhique de la Voie, cohérente avec ce que dit le bouddhisme quant à la difficile situation de l'être humain et à la façon dont elle est résolue. Si le soi est fait d'histoires avec lesquelles on s'identifie et que l'on tente de vivre, le karma n'est pas ce qu'a le soi mais ce que devient le sens du soi, tandis que nous jouons des rôles habituels dans des histoires perçues comme objectivement réelles.
A New Buddhist Path est composé de trois parties, qui traitent de la signification de l'éveil, de la nature de l'évolution, et de la non-dualité de l'individu et de la transformation sociale.
Ecodharma: Buddhist Teachings for the Ecological Crisis traite des implications écologiques des enseignements bouddhiques sur notre situation actuelle.

## Vie personnelle
David Loy est marié à Linda Goodhew, ancienne professeure associée de littérature anglaise à l'Université Gakushūin de Tokyo (Japon), et co-auteure de The Dharma of Dragons and Daemons. Ils vivent près de Boulder, au Colorado, et ont un fils, Mark Loy Goodhew.